# Cap Jaune
Le cap Jaune est un cap de l'île de La Réunion sur l'océan Indien. Il est situé sur la côte sud de ce département d'outre-mer français, dans le Sud sauvage, au pied d'un petit piton appelé piton Vincendo, entre le littoral des lieux-dits Langevin à l'ouest et Vincendo à l'est. Ce faisant, il relève du territoire de la commune de Saint-Joseph.

## Toponymie

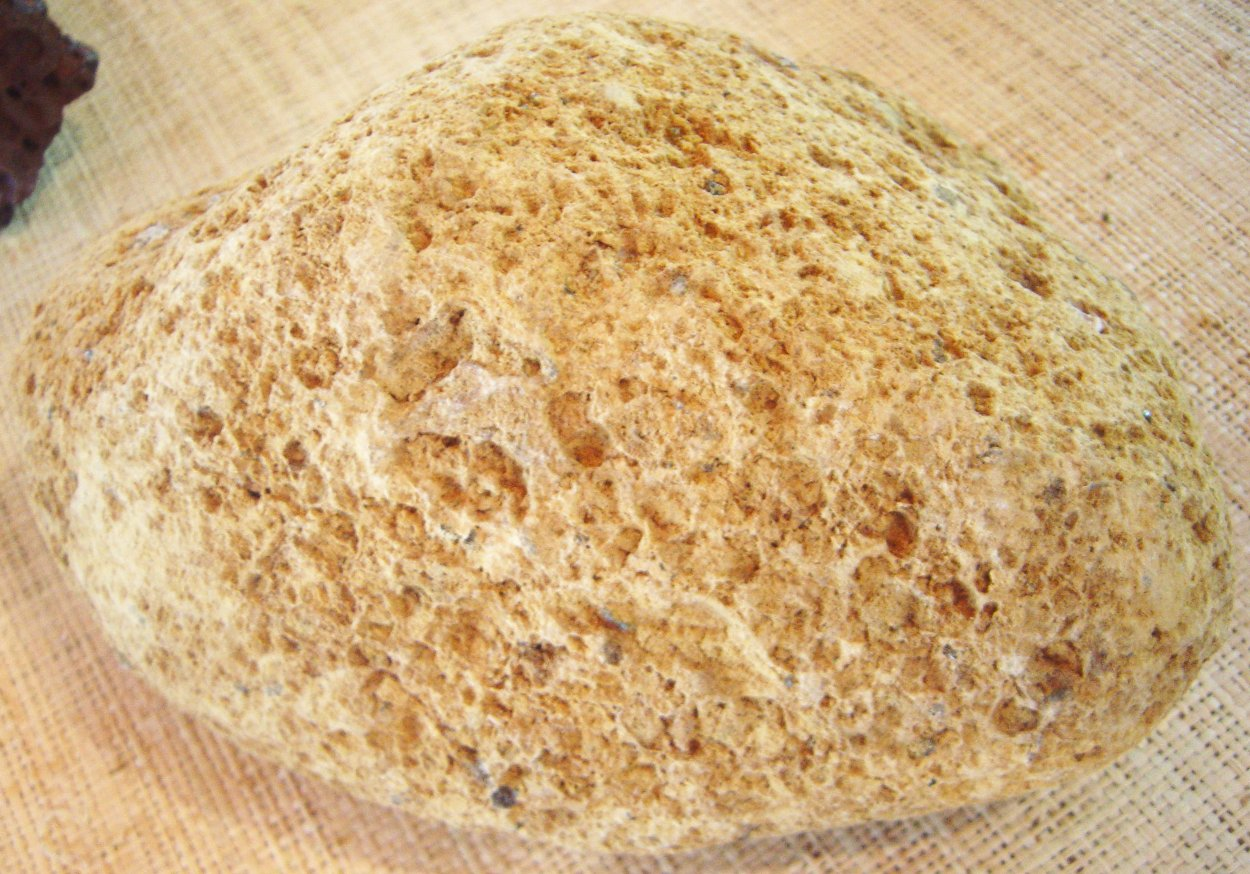
Échantillon de hyaloclastite provenant des environs du cap Jaune, exposé à la Cité du Volcan.

Le cap Jaune doit son nom à la couleur remarquable des hyaloclastites qui constituent sa falaise d'environ cinquante mètres de haut, qui tire donc sur le jaune et tranche avec les teintes sombres des autres formations volcaniques environnantes. Aussi est-il considéré comme une curiosité de la géologie réunionnaise et on le visite via un sentier de randonnée littoral provenant de Vincendo. La balade prend d'une à deux heures aller-retour.